# Pfarrkirche Klagenfurt-St. Egid

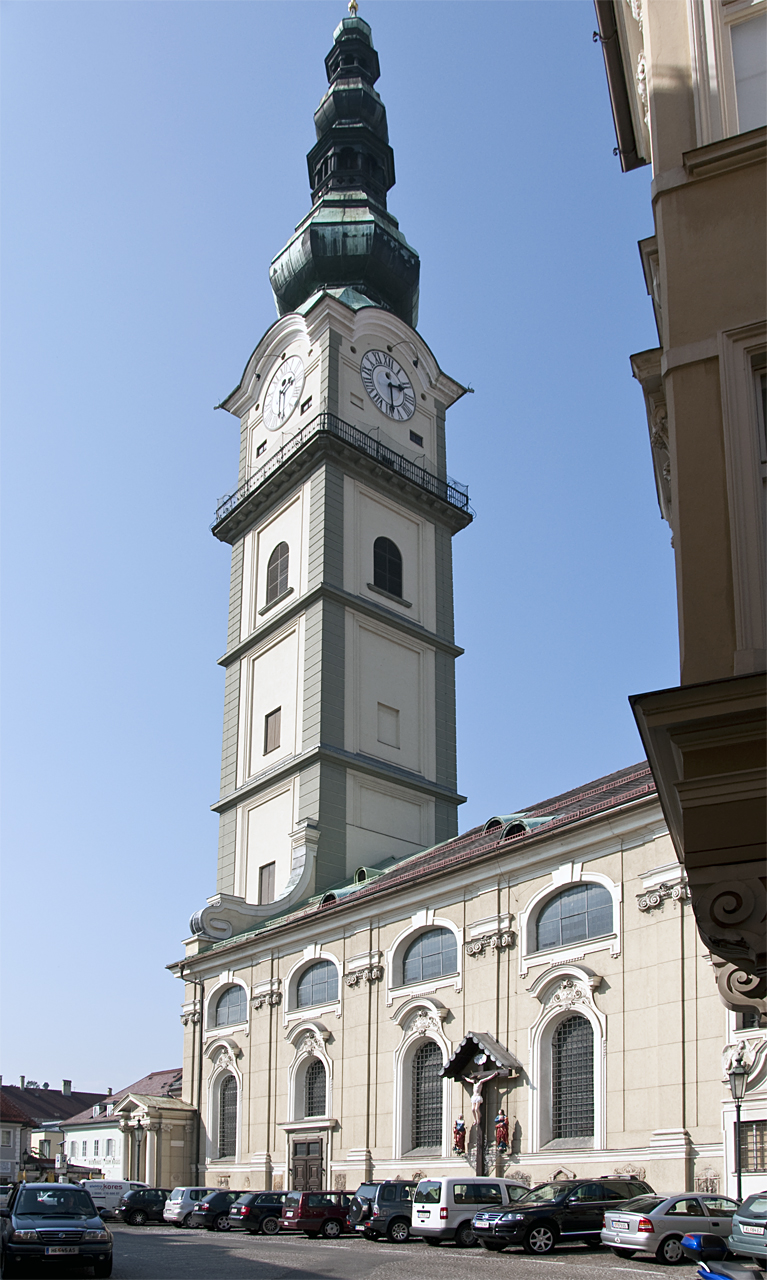
Südansicht, von der Glasergasse aus gesehen

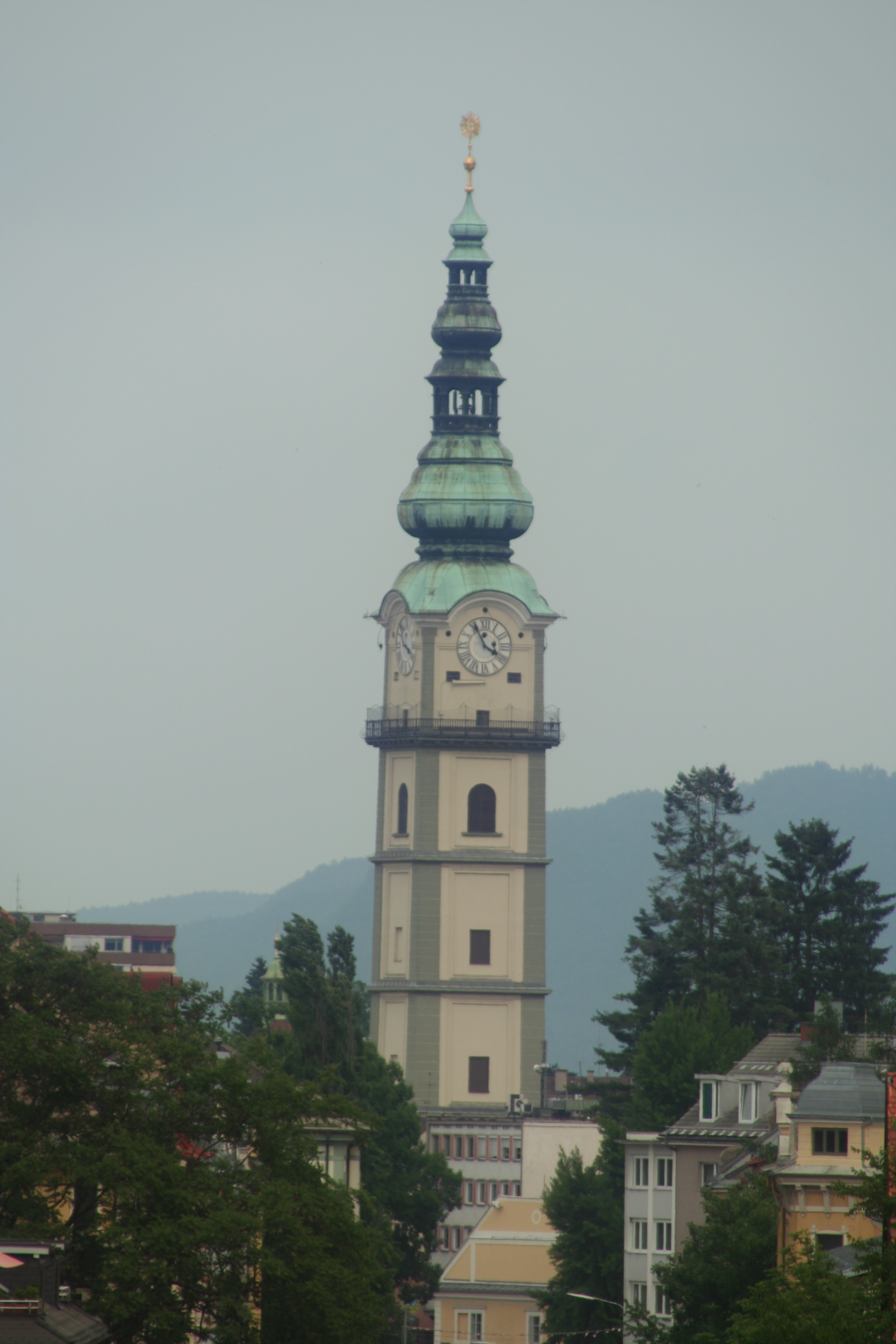
Turm vom Kreuzbergl aus gesehen

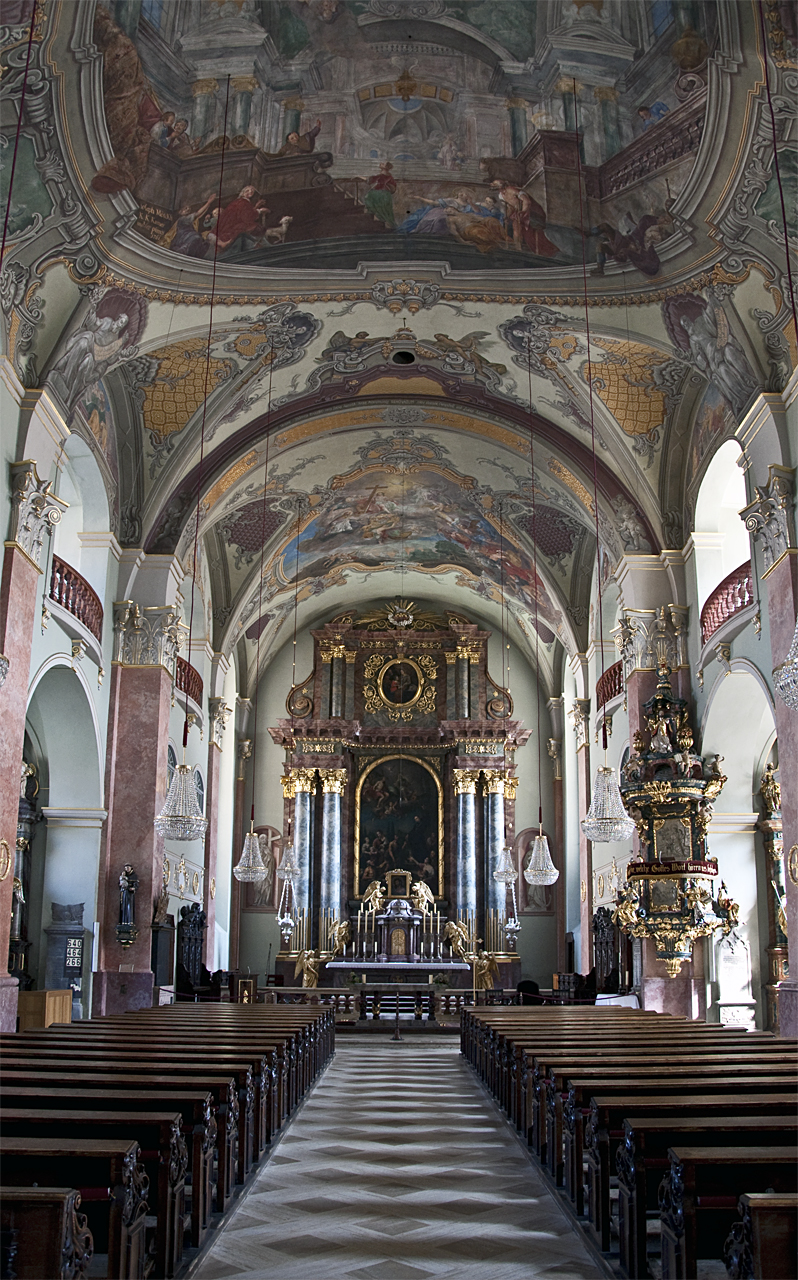
Innenansicht

Die römisch-katholische Pfarrkirche Klagenfurt-St. Egid steht in der Stadtgemeinde Klagenfurt am Wörthersee in Kärnten. Die Pfarrkirche hl. Ägidius gehört zum Dekanat Klagenfurt-Stadt in der Diözese Gurk-Klagenfurt. Die ehemalige Stadthauptpfarrkirche steht unter Denkmalschutz.

## Geschichte
An der Stelle der heutigen St. Egid-Kirche befand sich ein älteres Kirchengebäude, das als Vikariat von Maria Saal im Jahr 1255 erstmals urkundlich erwähnt und im Jahr 1303 mit pfarrlichen Rechten ausgestattet wurde. Im Jahr 1347 war die erste urkundliche Erwähnung eines Gotteshauses „sand Gilgen“ (St. Egid). Im Jahr 1519 folgte die Nennung von drei Priestern an der Kirche St. Egid im Schematismus und im Jahr 1540 erfolgte eine Restaurierung der Kirche.
Die Baugestalt der ursprünglichen Kirche ist aus vorhandenen Stadtplänen der Jahre 1605 und 1649 ersichtlich. Die Kirche verfügte über einen gotischen Hochchor, sieben Altäre, ein vorspringendes Querschiff und zwei Türme mit Spitzhelmen, die durch einen überdachten hölzerner Gang miteinander verbunden waren.
Vom Jahr 1563 bis zur Rekatholisierung im Jahr 1600 wurden in der Kirche evangelische Gottesdienste gefeiert. Im Jahr 1571 begann man mit der Führung von Taufbüchern. Ab dem Jahr 1593 war Johannes Herold Kantor. Im Jahr 1603 wurde die Pfarre selbständig.
Brände zerstörten das Pfarrhaus 1535 und 1636. Der romanische Karner fiel dem Brand im Jahr 1636 zum Opfer. Erdbeben betrafen die Kirche 1571, 1680 und 1688. Die Schäden machten im Jahr 1690 den Abbruch der romanischen Kirche erforderlich.
Die Einweihung der neuen Kirche erfolgte durch Bischof Kaspar von Lavant am 8. September 1697. Die Grundsteinlegung für den neuen Turm nahm der Klagenfurter Burggrafen J. F. Graf Orsini-Rosenberg am 30. Juli 1692 vor. Im Jahr 1706 erklang erstmals das neue Geläute und im Jahr 1709 erfolgte die Fertigstellung des Turms. Im Jahr 1723 kam es zu neuerlichen Brandschäden an der Kirche und am Turm. Danach wurde der Turm mit einem barocken Zwiebelhelm ausgestattet. Mit einer Höhe von 91,7 Metern ist er nach dem Stadtpfarrturm in Villach der zweithöchste Kirchturm Kärntens und gilt als eines der beiden Wahrzeichen von Klagenfurt. Im Rahmen von Führungen kann die 50 Meter hohe Aussichtsplattform der Türmergalerie bestiegen werden.
Die neue Kirche wurde als vierjochige Emporenkirche mit einem zweijochigen quadratischen Chor ausgeführt. Mehrere Tonnengewölbe mit Stichkappen ruhen auf Stucco-lustro-Pilastern mit reich verzierten Kapitellen. Der Triumphbogen wird durch einen Gurtbogen auf Wandpfeilern angedeutet. Je vier Seitenkapellen mit Kreuzgewölben und barocken Fenstern schließen den Bau ab. Die Emporen verfügen über Lünettenfenster, die ebenfalls aus der Barockzeit stammen.
Vier künstlerisch wertvolle Seitenaltäre runden die Innenausstattung ab:
- Nepomuk-Altar (1822): Der Altar ist aus Kunstmarmor und enthält als Aufsatzbild das Motiv Johannes der Täufer (1728) von Josef Ferdinand Fromiller und seitlich Figuren der Heiligen Familie. Der Altar wurde von Egger-Lodron gestiftet.
- Kreuz-Altar (1702). Das Mittelbild Kreuzigung Christi wurde 1607 von Adam Imhof gemalt.
- Barbara-Altar (1702). Hauptbild: Heilige Barbara mit Turm und Kelch.
- Josefs-Altar (1699) gestiftet von der Familie Orsini-Rosenberg. Hauptbild: Heiliger Josef. Aufsatzbild: Vermählung Mariens (beide dem Klagenfurter Maler Adam Claus zugeordnet).

Im Jahr 1729 erfolgte die Errichtung des neuen Hochaltars, der bereits im Jahr 1742 erstmals und im Jahr 1780 durch den seither bestehenden Hochaltar ersetzt wurde.
Um das Jahr 1740 schuf Benedikt Bläß eine Barockkanzel, die als eine der schönsten in Kärnten angesehen werden darf; ihr Hauptthema ist der Aspekt der Buße. Im Jahr 1749 war die Einführung der Heilig-Haupt-Andacht unter Lorenz Klein. 1760/61 kam es zur Anbringung der Deckenfresken von Fromiller und Mölckh.

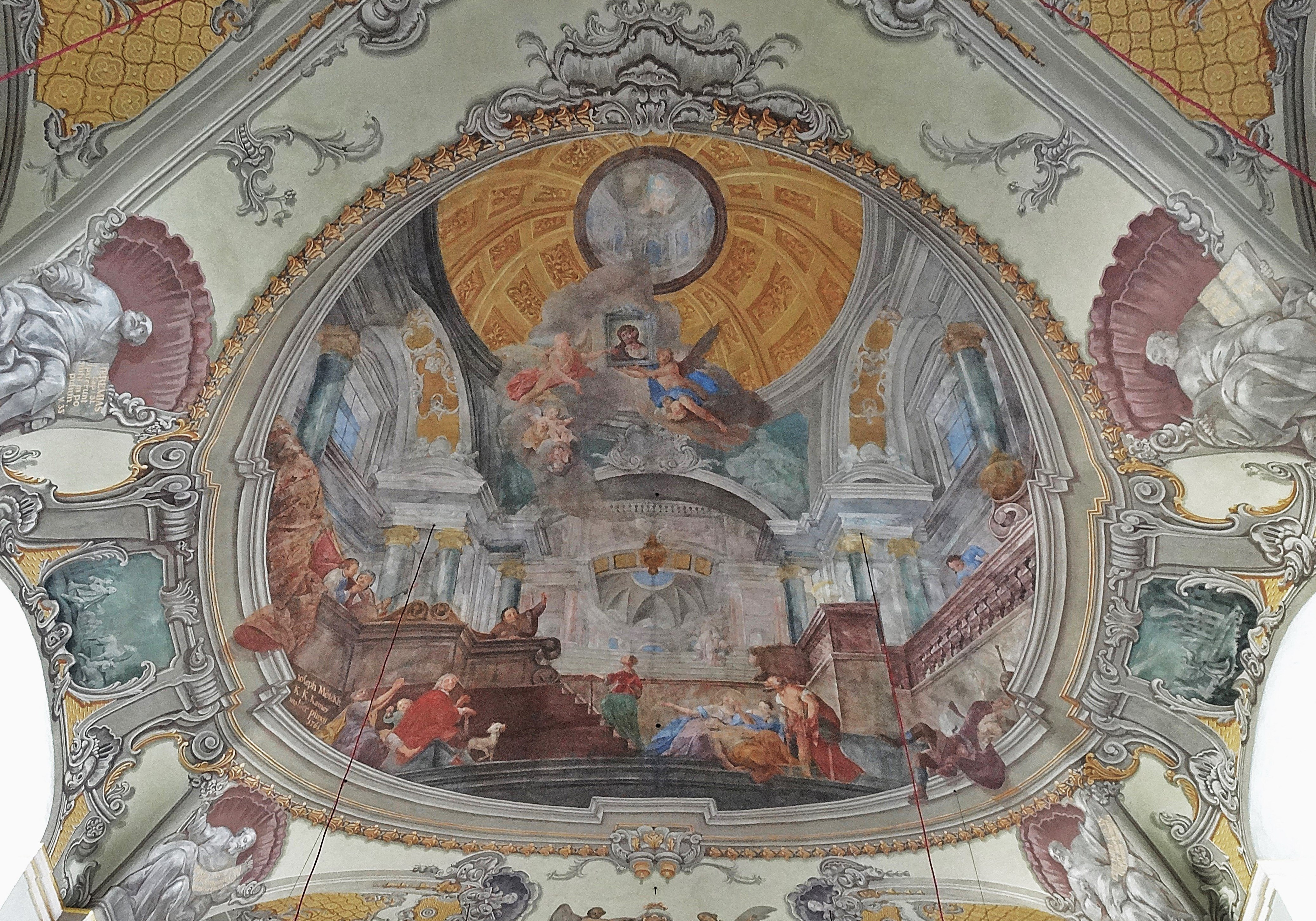
Deckenfresko von Mölckh
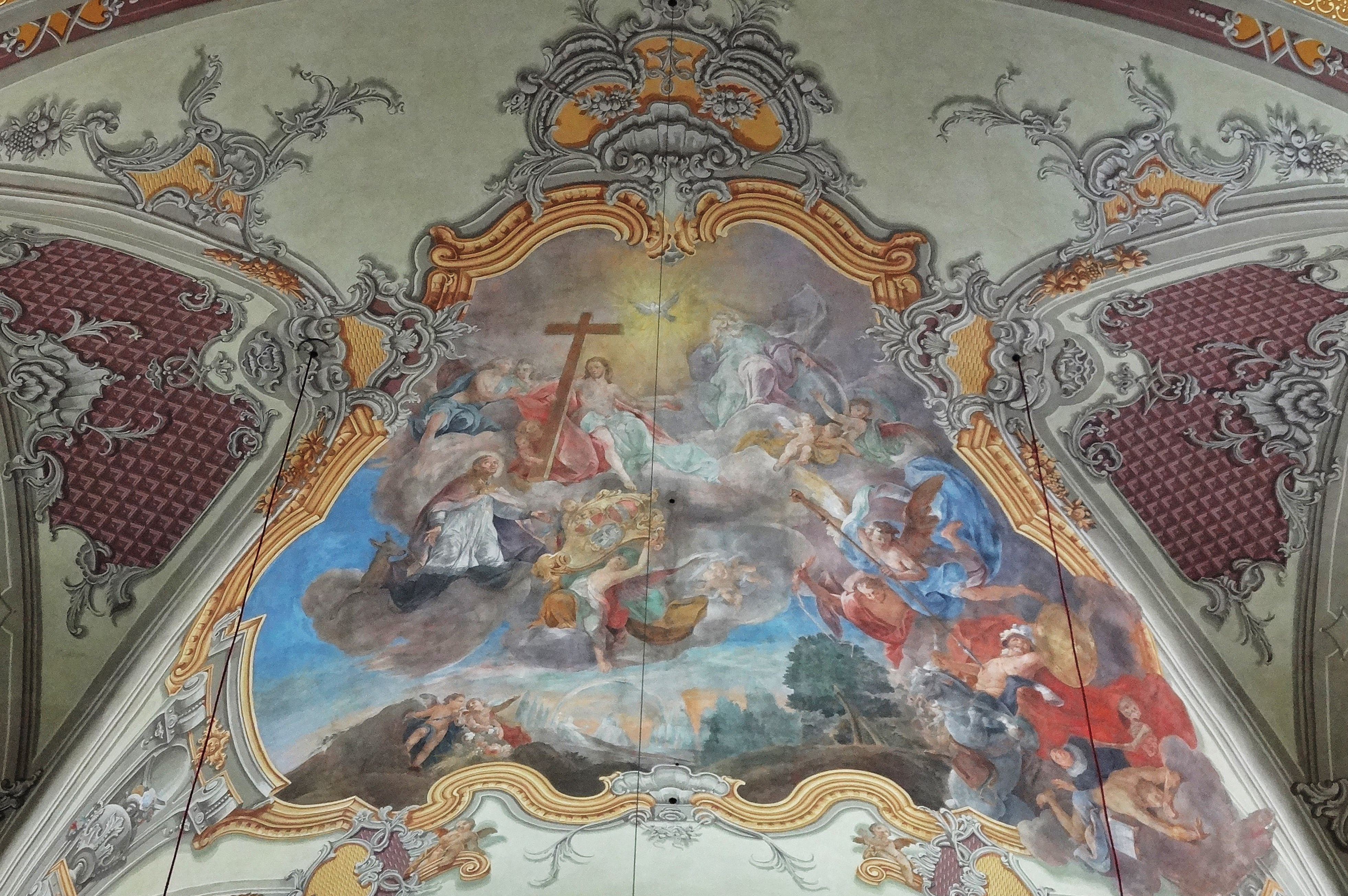
Deckenfresko den hl. Ägidius darstellend von Fromiller

Die Pfarre verfügte in dieser Zeit über die Filialkirchen Heiliger Geist (geweiht 1639) und Kreuzbergl (geweiht 1742). Im Jahr 1772 erfolgte die Auflassung des Friedhofs vor der Kirche, der Begräbnisstätte für die ganze Stadt war. Im Jahr 1780 gehörten zu St. Egid 9689 Personen, davon 8344 ‘Kommunikanten’. Im Jahr 1784 kam es zur Regulierung der inzwischen drei Stadtpfarren unter Kaiser Joseph II.
Die in den Jahren 1817 bis 1827 entstandenen Sturmschäden nach zwei Orkanen machten eine Deckenrenovierung notwendig. In diesem Zusammenhang kam es im Jahr 1827 zur Einweihung einer neuen Glocke. Im Jahr 1832 erfolgte die Lösung der rechtlichen Verbindung der Pfarre vom Gurker Domkapitel. Von 1859 bis 1861 wurde die Kirche innen restauriert. Im Jahr 1877 erfolgte neuerlich eine Renovierung des Kirchturms.
Architekt Franz Schachner gestaltete im Jahr 1893 die Fassade neu und seit dem Jahr 1895 steht im Nordosten der Kirche eine Maria-Lourdes-Statue. Im Jahr 1906 baute Novak eine neue Orgel für die Kirche. Im Jahr 1909 folgte die Schleifung der Häuserreihe an der alten Ringmauer (u. a. das Organistenhaus) zum Heuplatz.
Im Ersten Weltkrieg wurden die Glocken der Kirche abgenommen und abtransportiert. Im Jahr 1924 fand die Einweihung eines neuen Geläutes statt, das aus der Armenseelen-, Floriani-, Marien-, Helden- und Heimatglocke bestand. Im Jahr 1942 wurden die Glocken mit Ausnahme der Heimatglocke wieder für Kriegszwecke abtransportiert. Während des Nationalsozialismus gab es starke Beschränkungen für die Kirche. Bei den schweren Bombardements in Klagenfurt blieben Kirche und Pfarrhof weitgehend verschont.
Im Jahr 1932 kam es zur Gründung des Kirchenmusikvereins zu St. Egid. Ebenfalls im Jahr 1932 erfolgte die Weihe der Christkönigskirche und des neuen Priesterhauses am Lendkanal. Im Jahr 1972 entstand die Pfarre St. Hemma durch Abtrennung eines Gebiets im Nordwesten von St. Egid.
In den Jahren 1964 bis 1965 wurde der neue Pfarrhof errichtet. Von 1969 bis 1974 die Kirche innen und in den Jahren 1982 bis 1984 außen einschließlich des Turms renoviert.
Ab dem Jahr 1989 gestaltete Ernst Fuchs die Südsakristei als Kapelle (siehe unter Persönlichkeiten).
Im Jahr 1990 erhielt die Kirche ein neues Geläut, im Jahr 1992 eine Orgel von der tschechischen Orgelbaufirma Rieger-Kloss und im Jahr 2006 wurde eine Gesamtrestaurierung vorgenommen. Der Pfarrhof wurde in den Jahren 2006 bis 2007 erweitert und eine Tiefgarage errichtet.

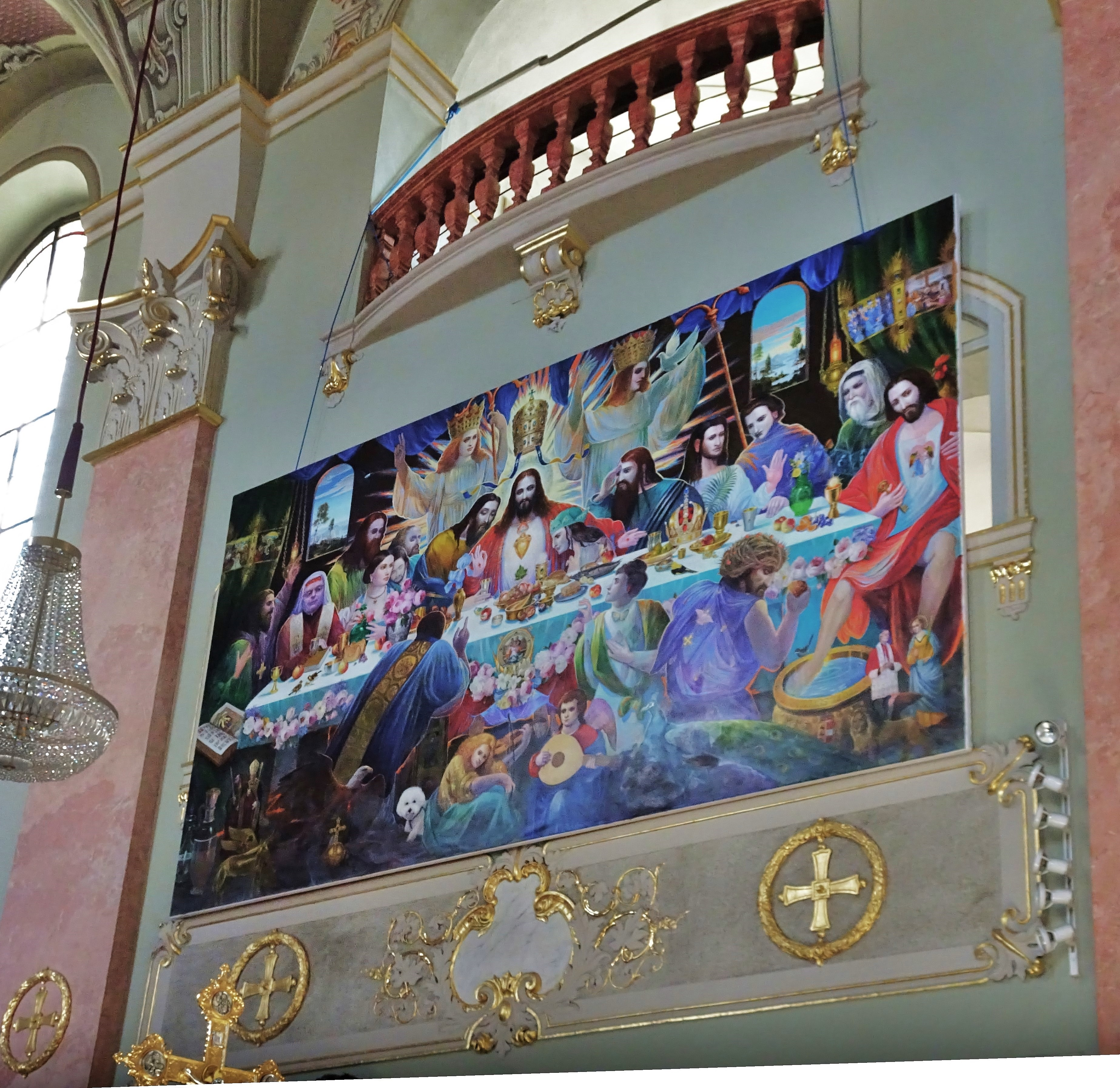
Abendmahlsbild im Chor von Ernst Fuchs
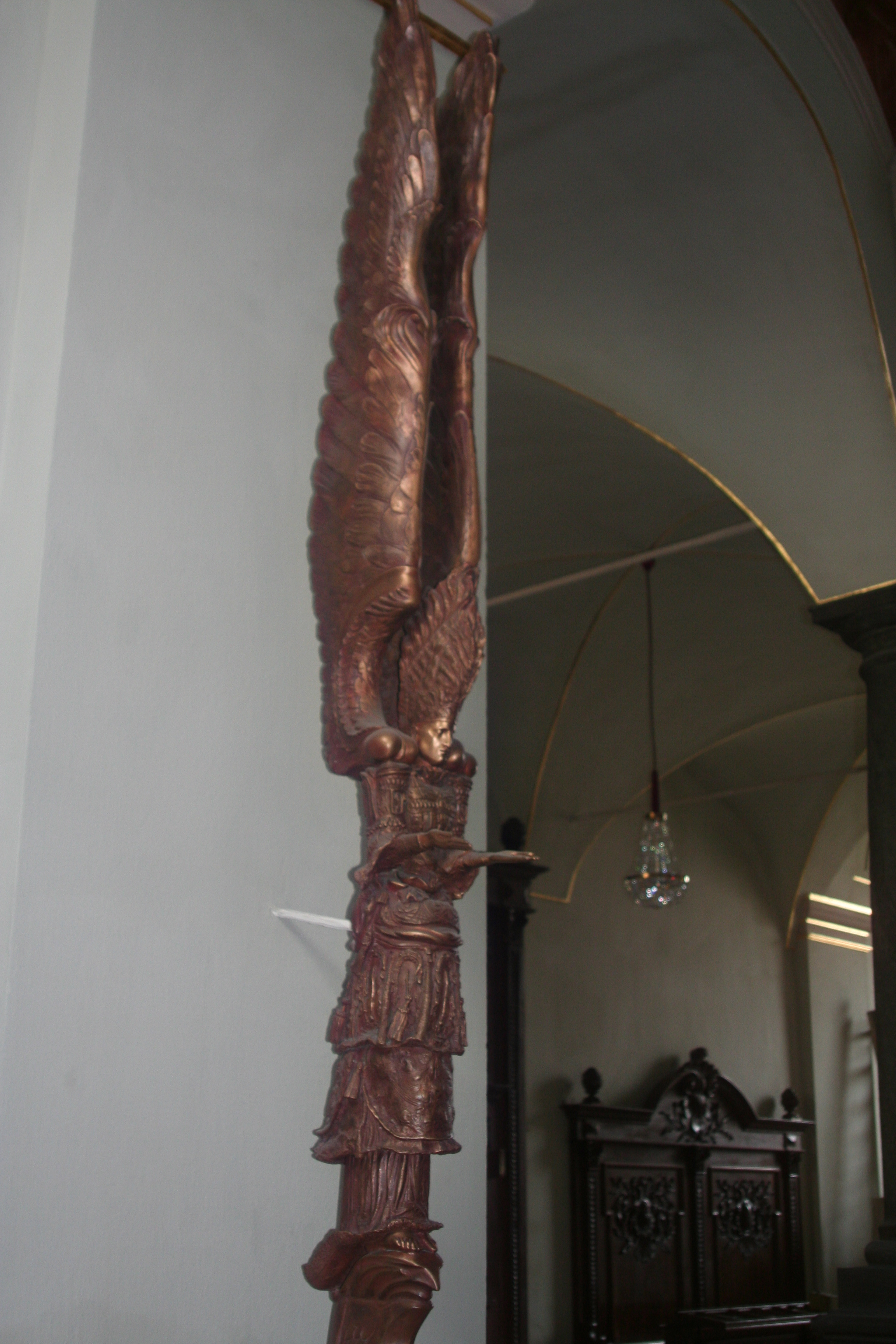
Engel
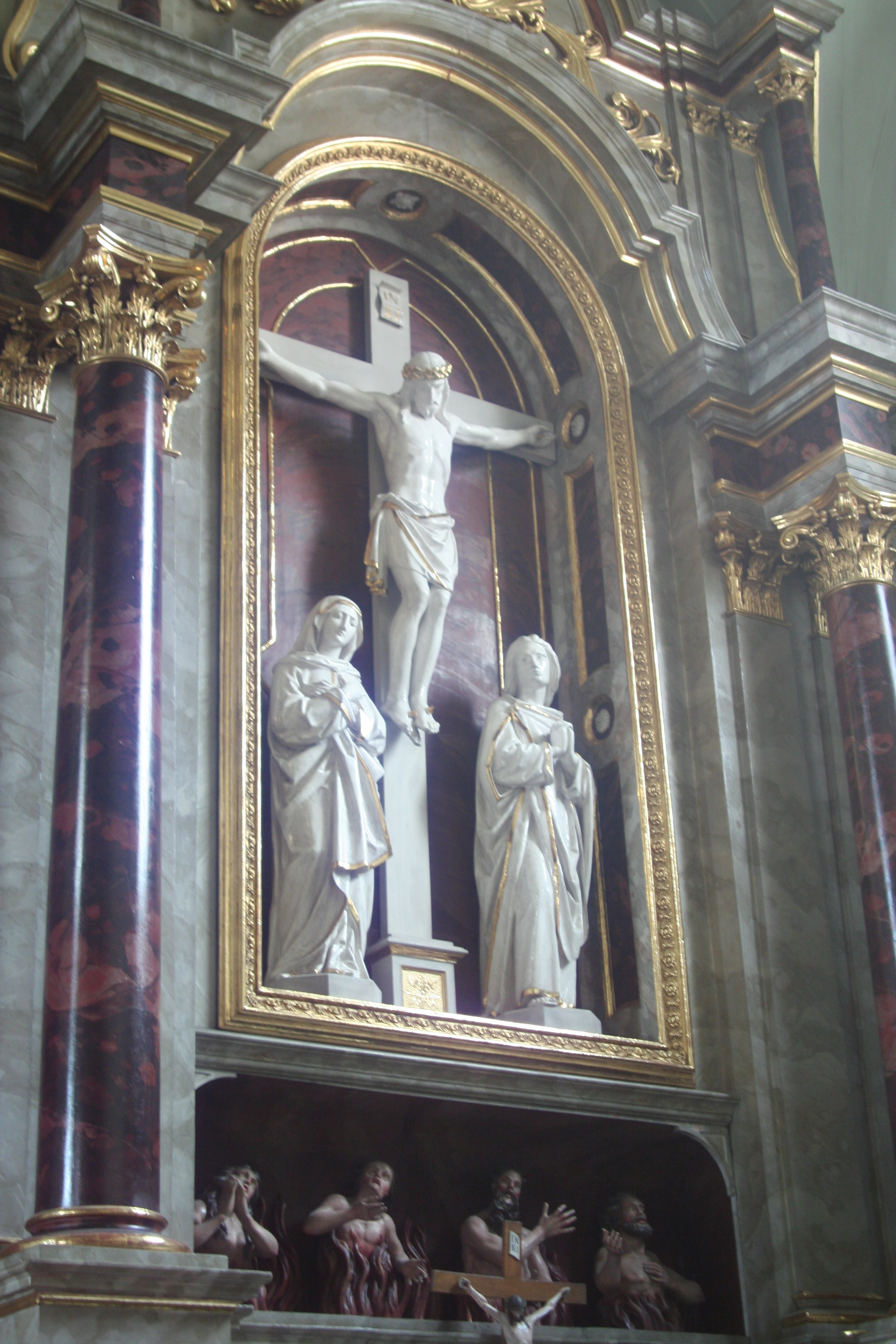
Seitenkapelle
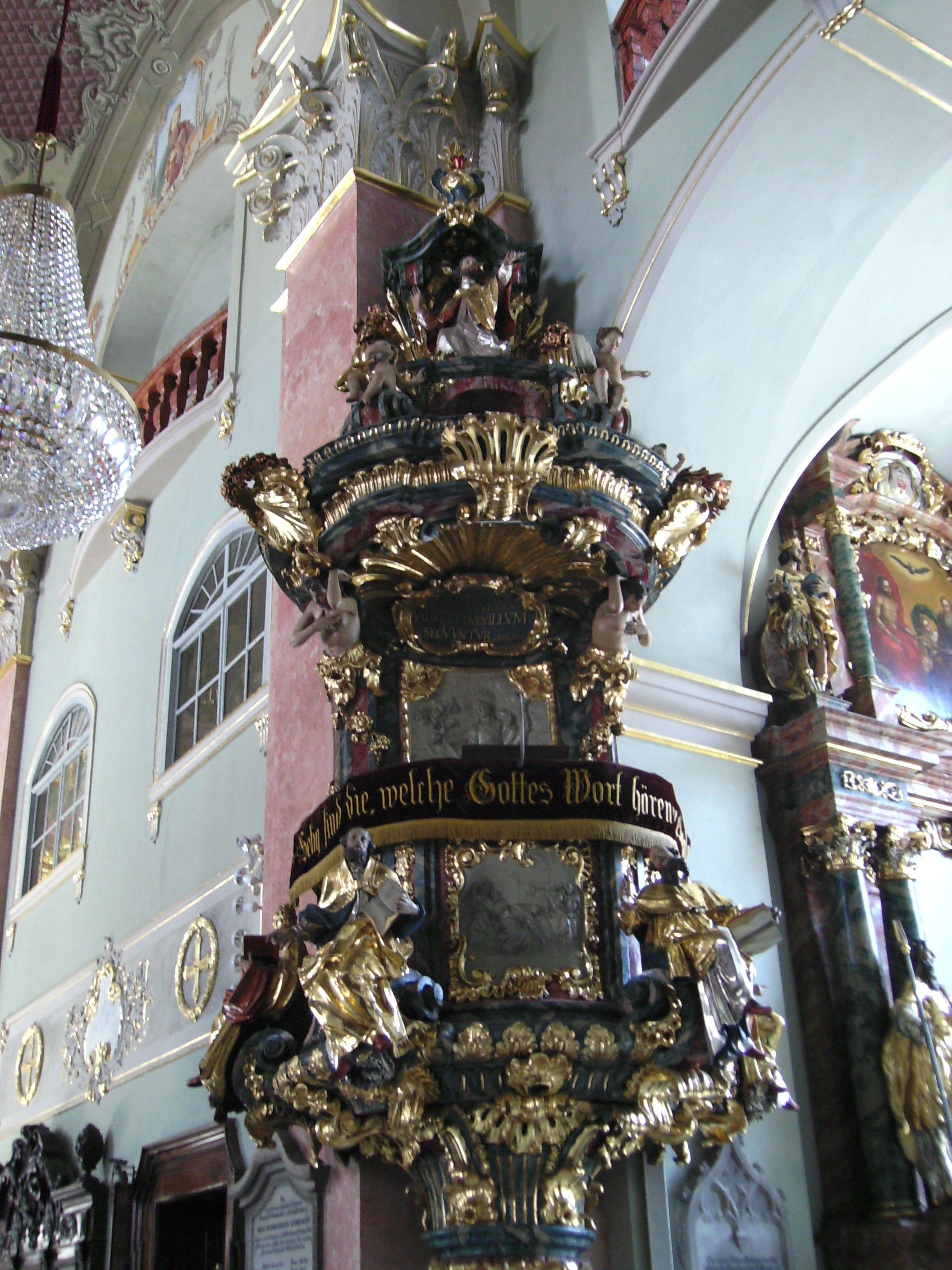
Barockkanzel
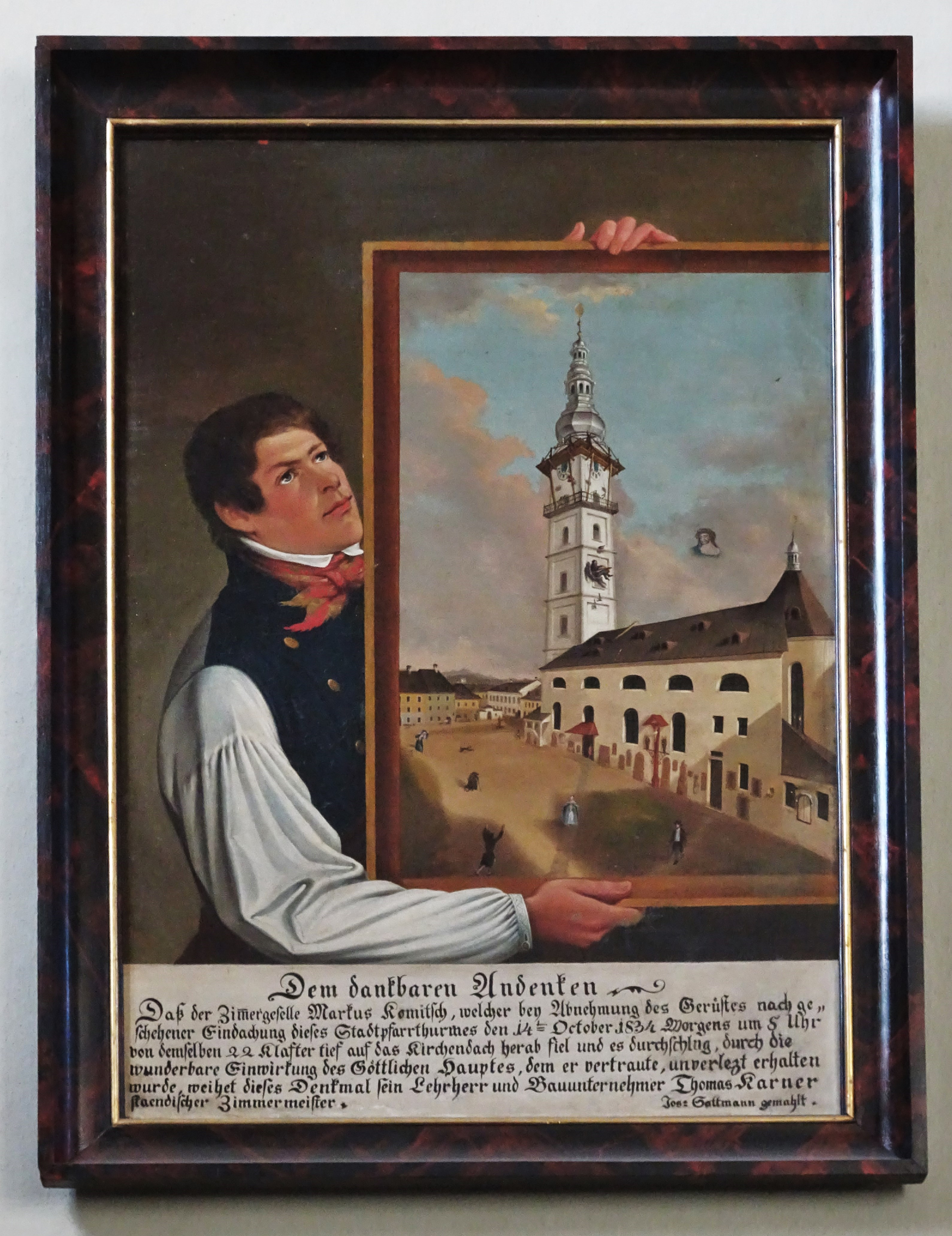
Votivbild

## Orgel

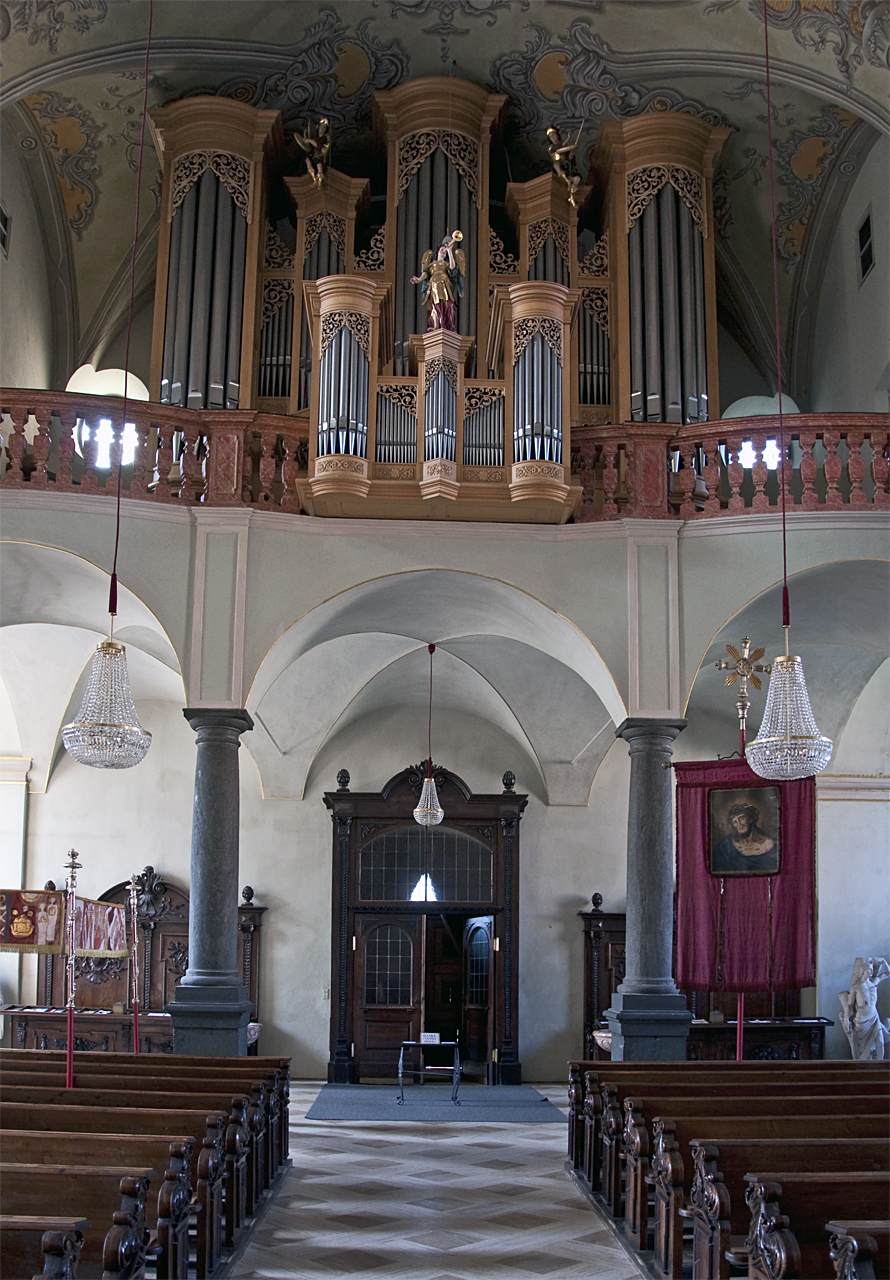
Blick auf die Orgel

Die Orgel wurde im Jahr 1992 von der tschechischen Orgelbaufirma Rieger-Kloss erbaut. Das Instrument hat 57 Register auf drei Manualen und Pedal. Zusätzlich verfügt das Instrument über vier Effektregister (Zymbelstern, Cuculus, Vogelstimmen und Glockenspiel) und eine Anbindung an die Turmglocken. Die Spieltrakturen sind mechanisch, die Registertrakturen sind mechanisch und elektrisch. Ursprünglich existierte auch noch ein ebenerdiger Spieltisch, dieser wurde aber bei einem Blitzeinschlag im Jahr 2017 schwer beschädigt und darauf entfernt. Auch die vorhergehende Setzeranlage musste daraufhin ersetzt werden.
| I Hauptwerk C–a3 |                    |       |
| 1.               | Prinzipal          | 16′   |
| 2.               | Prinzipal          | 8′    |
| 3.               | Hohlflöte          | 8′    |
| 4.               | Gambe              | 8′    |
| 5.               | Octave             | 4′    |
| 6.               | Spitzflöte         | 4′    |
| 7.               | Quinte             | 2 ⁄3′ |
| 8.               | Superoktave        | 2′    |
| 9.               | Mixtur Major IV-VI | 2′    |
| 10.              | Mixtur Minor IV    | 1 ⁄3′ |
| 11.              | Kornett IV         | 8′    |
| 12.              | Trompete Major     | 16′   |
| 13.              | Trompete Minor     | 8′    |
| 14.              | Span. Trompete     | 8′    |
| 15.              | Span. Trompete     | 4′    |

| II Rückpositiv C–a3 |                 |       |
| 16.                 | Gedackt         | 8′    |
| 17.                 | Quintade        | 8′    |
| 18.                 | Prinzipal       | 4′    |
| 19.                 | Rohrflöte       | 4′    |
| 20.                 | Sesquialtera II | 2 ⁄3′ |
| 21.                 | Oktave          | 2′    |
| 22.                 | Blockflöte      | 2′    |
| 23.                 | Quinte          | 1 ⁄3′ |
| 24.                 | Scharff IV      | 1 ⁄3′ |
| 25.                 | Regal           | 16′   |
| 26.                 | Sordun          | 8′    |
| 27.                 | Krummhorn       | 8′    |
|                     | Tremulant       |       |

| III Schwellwerk C–a3 |                |        |
| 28.                  | Bourdon        | 16′    |
| 29.                  | Prinzipal      | 8′     |
| 30.                  | Bourdon        | 8′     |
| 31.                  | Viola          | 8′     |
| 32.                  | Schwebung      | 8′     |
| 33.                  | Oktave         | 4′     |
| 34.                  | Traversflöte   | 4′     |
| 35.                  | Viola          | 4′     |
| 36.                  | Nasard         | 2 ⁄3′  |
| 37.                  | Flachflöte     | 2′     |
| 38.                  | Terz           | 1 3⁄5′ |
| 39.                  | Mixtur V       | 1 ⁄3′  |
| 40.                  | Trompete harm. | 8′     |
| 41.                  | Hautbois       | 8′     |
| 42.                  | Vox Humana     | 8′     |
| 43.                  | Clairon        | 4′     |
|                      | Tremulant      |        |

| Pedal C–f1 |                 |         |
| 44.        | Principalbass   | 16′     |
| 45.        | Subbass         | 16′     |
| 46.        | Quintbass       | 10 2⁄3′ |
| 47.        | Oktavbass       | 8′      |
| 48.        | Flötenbass      | 8′      |
| 49.        | Quintbass       | 5 1⁄3′  |
| 50.        | Choralbass      | 4′      |
| 51.        | Spillflöte      | 4′      |
| 52.        | Nachthorn       | 2′      |
| 53.        | Rauschpfeife IV | 2 ⁄3′   |
| 54.        | Kontrafagott    | 32′     |
| 55.        | Posaune         | 16′     |
| 56.        | Trompete        | 8′      |
| 57.        | Schalmei        | 4′      |

- Koppeln: II/I, III/I, III/II, I/P, II/P, III/P
- Spielhilfen: 196-fache Setzeranlage, Crescendowalze

## Persönlichkeiten
- Der Schriftsteller Julien Green wurde im Jahr 1998 auf eigenen Wunsch in der Stadthauptpfarrkirche St. Egid in einer für ihn gestalteten Kapelle beigesetzt. Das Grab ziert ein Text aus seinem Tagebuch vom November 1954.
- Der österreichische Maler Ernst Fuchs gestaltete in den Jahren 1991 bis 2010 eine apokalyptische Szenenfolge nach der Offenbarung des Johannes für die Südkapelle („Fuchs-Kapelle“).[1]